# Татьяновка (Донецкая область)
Татьяновка (укр. Тетянівка) — село в Святогорской городской общине Краматорского района Донецкой области Украины.

## Общие сведения
Население по переписи 2001 года составляет 602 человека. Почтовый индекс — 84197. Телефонный код — 626.

## Происхождение названия
Село названо в честь супруги  Александра Михайловича Потемкина — Татьяны Борисовны Потемкиной.

## История
В 2009 году в селе открылась первая в Донецкой области лыжная трасса с высотой спуска 700 метров.

## Усадьба Потёмкиных
Близ с. Татьяновка находилась усадьба Потемкиных. В результате проведенных археологических раскопок открыты фундаменты дворца и двух флигелей. Планируется восстановление усадьбы и открытие музейного комплекса «Усадьба Потемкиных XIX века в Святых Горах».